# James Chester
James Grant Chester (Warrington, Anglaterra, 23 de gener de 1989) és un futbolista gal·lés nascut a Anglaterra. Juga de defensa i el seu actual equip és el Barrow de la League Two d'Anglaterra. Ha estat internacional amb la selecció de Gal·les.

## Clubs
| Club                 | País       | Any       |
| -------------------- | ---------- | --------- |
| Manchester United FC | Anglaterra | 2009      |
| Peterborough United  | Anglaterra | 2009      |
| Plymouth Argyle      | Anglaterra | 2009      |
| Manchester United FC | Anglaterra | 2009-2010 |
| Carlisle United      | Anglaterra | 2010-2011 |
| Hull City            | Anglaterra | 2011-2015 |
| West Bromwich Albion | Anglaterra | 2015-     |